# Robert Eiter
Robert Eiter (Wels, 1960) é um jurista e jornalista austríaco. É co-fundador da Iniciativa contra o Fascismo de Wels (Antifa), à qual ele presidiu entre 1984 e 2010.

## Welser Initiative gegen Faschismus (Iniciativa contra Fascismo de Wels)
Essa Iniciativa combate o extremismo de direita, racismo e antissemitismo. Assim foram removidas as “manchas marrons” – os três símbolos que remetem ao nazismo – após um conflito longo e intenso entre 1996 e 1997. Esta insistência da Antifa também resultou na dissolução do “Verein Dichterstein Offenhausen”, uma associação da extrema direita. 
Graça as atividades conduzidas pela Antifa, chefiado por Eiter, a cidade de Wels convidou os seus cidadãos judeus que tiveram que se-refugiar da Áustria na época do nazismo. Ela também construiu vários memoriais e rebatizou algumas ruas – por exemplo com os nomes de Anne Frank ou Rosa Jochmann. Cada ano a Antifa organiza manifestações de lembrança em Wels e Gunskirchen. Muitos personagens conhecidos já falaram nestas manifestações, como por exemplo o presidente austríaco Dr. Heinz Fischer, os atores Christiane Hörbiger, Dietmar Schönherr, Harald Krassnitzer e Erwin Steinhauer, os escritores Michael Kählmeier, Robert Schindel e Doron Rabinovici assim como o cientista político Anton Pelinka. 
A Antifa também é ativa nas escolas da região: aproximadamente 6000 alunos já assistiram à sua apresentação especial do filme “A Lista de Schindler”, mais que 5000 já participaram em programas com sobreviventes do holocausto. 
Para melhorar a situação dos imigrantes em Wels, a Antifa realizou a instalação do escritório de integração “Mosaik” e influenciou medidas de integração da cidade. 

## Mais comprometimento
Eiter também e co-fundador da rede contra o racismo e a extrema direita da Alta Áustria. Essa rede existe desde 2001. Desde então já fazem parte 58 organizações humanitárias, políticas, religiosas e culturais – como por exemplo a associação de escoteiros. 
Além disso Eiter e membro da direção da comissão Austríaca de Mauthausen. Como profissão principal ele trabalha no departamento de comunicação da câmara do comercio da Alta Áustria. Ele também é apoiador da ideia para uma casa da responsabilidade na casa de nascimento de Adolf Hitler em Braunau am Inn.   

## Prêmios
No ano 2000 a Antifa recebeu o Prêmio de Solidariedade do jornal da Diocese de Linz. Em 2009 Robert Eiter foi premiado com a Medalha da Humanidade da cidade de Wels por seu Engajamento contra o fascismo. 